# Menabe
Menabe – region Madagaskaru ze stolicą w Morondava. Dawniej należał do Prowincji Toliara.

## Geografia
Zajmuje powierzchnię 46 121 km² i położony jest w zachodniej części wyspy, u wybrzeży Kanału Mozambickiego. Od północy graniczy z regionem Melaky, od wschodu z regionami Bongolava, Vakinankaratra i Amoron'i Mania, a od południa z regionem Atsimo-Andrefana. Do głównych rzek regionu należą: Manambolo, T Siribihina, Mahajilo, Sakeny, Morondava, Sakamaly, Fanikay, Maharivo, Maintapaka oraz Mangoky. Przez region przebiegają drogi RN 6, RN 8, RN 34 i RN 35. Na jego terenie leży rezerwat Andranomena.

## Demografia
Jego zaludnienie wynosiło w 1993 roku 284 447 osób. W 2004 wynosiło ok. 390 800. Według spisu w 2018 liczy 692 463 mieszkańców.

## Podział administracyjny
W skład regionu wchodzi 5 dystryktów:
- Belo'i Tsiribihina (Belo-sur-Tsiribihina)
- Mahabo
- Manja
- Miandrivazo
- Morondava